# میدان جهانی بریکل
میدان جهانی بریکل (به انگلیسی: Brickell World Plaza)، که تحت عنوان بریکل ۶۰۰ نیز شناخته می‌شود و سابقاً تحت عنوان مرکز مالی بریکل شناخته می‌شد، یک ساختمان اداری بلند به تازگی بنا شده در مرکز شهر میامی، فلوریدا، ایالات متحده و منطقه مالی بریکل در خیابان بریکل ۶۰۰ است. فاز ۱ مرکز مالی بریکل سابق، میدان جهانی بریکِل، یک آسمان خراش ۵۲۰ فوتی (۱۶۰ متر)، یکی از بلندترین ساختمانها در میامی است. این ساختمان شامل ۶۰۰٫۰۰۰ فوت مربع (۵۶٫۰۰۰ متر مربع) فضای طبقه اجاره‌ای، یک پارکینگ یازده طبقه با ۹۲۷ فضای پارک و یک میدان طبقه همکف عمومی با ۳۰٫۰۰۰ فوت مربع (۲٫۸۰۰ متر مربع) است که همچنین گفته می‌شود شامل یک فضای باز با یک سِن نیز می‌باشد. بریکل ۶۰۰ در نزدیکی خیابان پنجم و ایستگاه‌های خیابان هشتم مترومووِر قرار گرفته‌است .

## تاریخچه
این ساختمان ۴۰ طبقه در اوایل سال ۲۰۰۹ بنا نهاده شد، اما ساخت و ساز به حالت تعلیق درآمده یا تا حد زیادی با تاخیر انجام می‌شد به‌طوری‌که این ساختمان بیش از دو سال بعد در مارس ۲۰۱۱ تکمیل شد. این ساختمان یکی از مستاجرین اصلی خود، یک شرکت حقوقی که تا آن زمان ۵۸ میلیون دلار، ۱۰٫۵ سال اجاره نامه برای ۱۵ درصد از ساختمان (۱۱۵٫۰۰۰ فوت مربع)، در اوایل سال ۲۰۰۹ پرداخت کرده بود را از دست داد .. برنامه‌ریزی شده‌است که این ساختمان با نام جدید میدان جهانی بریکل در اوت ۲۰۱۱ افتتاح شود. سازندگان این ساختمان، گروه فورام، ادعا کرده‌اند که کند شدن روند ساخت و ساز به منظور جزئیات استراتژیک بوده‌است و پس از اتمام دفاتر شرکت‌های بزرگ خود را به آن ساختمان منتقل خواهند کرد. با این حال، توقف در ساخت و ساز و از دست دادن یک مستاجر اصلی بدین معناست که این تاخیر استراتژیک نبوده است بلکه ریشه در بحران اقتصادی سال ۲۰۰۸ و کاهش تقاضا برای فضای اداری با توجه به ساخت و ساز بیش از حد در میامی در آن زمان بوده‌است. در اوایل سال ۲۰۱۱، بریکل ۶۰۰ یک وام مسکن ۱۳۰٫۰۰۰٫۰۰۰ دلاری ساخت و ساز از لس آنجلس به پیشنهاد مشاوران حقیقی سرمایه واقعیت کانیون دریافت کرد که هزینه مابقی ساخت و ساز را تأمین می‌کرد. این یکی از بزرگترین وام‌های صادر شده در شهر میامی از زمان بحران املاک و مستغلات بود.
هنگامی که بریکل در ماه اوت سپتامبر ۲۰۱۱ روی سایت آمد، فضای خالی برای دفتر در مرکز شهر میامی را نزدیک به ۲۵٪ و فضای خالی درجه یک بریکل را به بیش از ۳۰٪ افزایش داد که این می‌توانست با ورود یک تیم اجاره‌کننده جدید تغییر پیدا کند. فورام، جونز لانگ لاساله را که توسط مشاوران املاک کارآزموده، گلن گرگوری و نوئل استین‌فلد، اداره می‌شود استخدام کرده‌است تا از پس اجاره دادن نزدیک به ۶۱۵٫۰۰۰ فوت مربع از ساختمان برآیند. گرگوری و استین‌فلد به یکی از مطبوعات پرکار گفتند که اقامت مستاجران در نهایت در حال انجام است. مدت کوتاهی قبل از آنکه فورام جونز لانگ را استخدام کند، سازنده آن با دو مستاجر تازه به بازار وارد شده- وام دهنده نیویورکی دورال مانی و ایرواین، و شرکت خدمات داوری و میانجی‌گری کالیفرنیایی جمز - برای اشغال ۳۰٫۰۹۰ فوت مربع از ساختمان قراردادی امضا کرد. گرگوری و استین‌فلد گفتند که آن‌ها در حال مذاکره با این مستاجران برای حدوداً ۳۰۰٫۰۰۰ فوت مربع می‌باشند، هر چند که این متراژ شامل برخی از فضاهایی است که به شرکت‌های متعددی عرضه شده است
.

## امکانات
این بنا اولین ساختمان اداری-تجاری سیسکو در جنوب فلوریدا در همکاری با شرکت سیستم‌های سیسکو است. این ساختمان هاب اختصاصی خود را دارد که اتصال امن و بی عیب و نقص به اینترنت را فراهم می‌سازد. این پروژه توسط شرکت معماری جهانی RTKL طراحی شده و توسعه دهنده آن گروه فورام بود. هدف گروه فروم تعیین یک استاندارد طلایی برای فناوری و پایداری در توسعه ملک تجاری بین‌المللی با ایجاد نوآورانه‌ترین و آینده‌نگرترین ساختمان اداری در میامی بود.
لورتا اچ کاکروم، مؤسس، رئیس و مدیر عامل فورام می‌گوید "ما مؤثرترین ساختمان اداری را می‌خواستیم که تاکنون طراحی شده است، با هیچ فضای ه یا انرژی به هدر رفته. این بیشتر یک ساختمان برای است نه یک ساختمان برای حال. عشق و غرور بسیاری صرف این ساختمان شده است".
میدان جهانی بریکل نخستین ساختمان ایالت فلوریدا است به قبل از ساخت تحت برنامه رهبری شورای ساختمان سبز ایالات متحده در طرح انرژی و محیط زیست (LEED) قرار گرفته‌است. علاوه بر این، یکی از تعداد معدود از ساختمان‌های این اندازه‌ای در جهان است که امتیاز پلاتینوم LEED، بالاترین امتیاز از شورای ساختمان‌سازی سبز ایالات متحده را دریافت کرده‌است. از دیگر ویژگی‌های این ساختمان که قبل از اتمام به اخذ این امتیاز کمک کرد برنامه آب است: این ساختمان تمام آب حاصل از بارش باران و آب غلیظ شده از برج‌های خنک‌کننده را در ۱۰،۰۰۰ مخزن گالن آمریکایی (L38.000) برای استفاده مجدد در آبیاری و تأمین آب فواره‌ها در میدان جهانی بریکل، جمع‌آوری می‌کند .
به‌علاوه، این بنا نخستین ساختمان در جنوب فلوریدا است که بخشی از سیستم‌های سیسکو "سیسکو متصل به ساختمان تجاری-اداری" است، که اساساً به معنی آن است که اتصال سریع و امن به اینترنت دارد. در اصل برنامه‌ریزی شده بود که مرکز مالی بریکل (دو ساختمان) شامل فضای اداری، یک هتل، آپارتمان‌های لوکس و یک میدان عمومی باشد. مرکز جهانی بریکل دارای هتل یا آپارتمان نیست، اما میدان همکف ۳۰٫۰۰۰ فوت مربع (۲٫۸۰۰ متر مربع) فضای عمومی و همچنین ۱۸٫۰۰۰ فوت مربع (۱۷۰۰ متر مربع) رستوران و کافه‌های همکف دارد، , و همچنین یک سِن در فضای باز که رویدادها ممکن است در آنجا برگزار شوند که احتمالاً بقیه این فضا تا جایی که که به مرکز مالی بریکل ۲ می‌رسیم را در بر می‌گیرد. یازده طبقه اول این ساختمان بر فراز میدان عمومی یک پارکینگ است در حالی که ۲۸ طبقه باقی‌مانده همگی فضای اداری‌اند. . فضای بیرونی میدان جهانی بریکل در شب شبیه به برج میامی روشن می‌شود. این ساختمان قبل از کریسمس در دسامبر ۲۰۱۱ با یک مراسم در حضور فرماندار، ریک اسکات، جایی که یک تاج گل در ارتفاع ۴۰ پائی بر روی ساختمان برافراشته شده بود، آغاز به کار کرد.

## مرکز مالی بریکل ۲
فاز ۲ مرکز مالی بریکل که تکمیل آن برای سال ۲۰۱۱ برنامه‌ریزی شده بود، پس از اتمام می‌تواند با ارتفاع ۹۰۳ فوت (۲۷۵ متر) بلندترین ساختمان در میامی و فلوریدا باشد. برنامه‌ریزی شده بود که این ساختمان شامل ۶۸ طبقه باشد. بر اساس SkyscraperPage.com، تاریخ ساخت و ساز این ساختمان از سال ۲۰۱۰ تا ۲۰۱۳ تعیین شده‌است. مجتمع مرکز مالی بریکل از همان ابتدا برای ساخت در دو فاز برنامه‌یزی شده بود، به‌طوری‌که ساختمان دوم پس از ساختمان اول و احتمالاً با نام جدیدی ساخته شود. برنامه‌ریزی شده بود که فاز دوم چندصدهزار فوت فضای اداری، و نیز چند صد هزار فوت از فضای مشترک و هتل و بنابراین به طرز قابل ملاحظه‌ای بزرگتر از میدان جهانی بریکل باشد , and would be a substantially larger building than the Brickell World Plaza.. این منطقه کهII BFC در آن واقع است در اواخر سال ۲۰۱۱ با تکمیل میدان جهانی بریکل به یک پارکینگ تبدیل شد.